# جيك لاركنز
جيك لاركنز (بالإنجليزية: Jake Larkins)‏ هو لاعب كرة قدم بريطاني في مركز حراسة المرمى، ولد في 11 يناير 1994 في Barking, London ‏ في المملكة المتحدة. لعب مع بيشوب ستورتفورد وبيليريكاي تاون ونادي ليتون أورينت ووست هام يونايتد.

## وصلات خارجية
- جيك لاركنز على موقع قاعدة بيانات كرة القدم.إي يو (الإنجليزية)
- جيك لاركنز على موقع Soccerbase.com (لاعب) (الإنجليزية)